# Парк Победы (Энергодар)
Парк Побе́ды — парк в городе Энергодар.
Расположен в северо-восточной части Энергодара. В планировку парка вплетена и сама водно-спортивная база, на территории которой он находится. Перед входом установлен мемориальный камень в честь Победы в Великой Отечественной войне.
На площади около 4 га. произрастает более 40 видов деревьев и кустарников. Преобладают сосна, берёза, тополь.

## История
В 1973—1974 годах, в самом начале строительства города энергетиков, в северо-восточной части молодежью, а в те времена они составляли основную часть жителей города, были заложены несколько объектов соцкультбыта. Кинотеатр, дом культуры, стадион и городской парк культуры и отдыха (неотъемлемая часть названия парков тех времён). Город быстро рос. Росла и потребность горожан в таких объектах. Далее за парком в сосновых лесах появились две водно-спортивные базы, городская и «атомская». В начале этого века, после объединения этих баз, было предложено часть освободившихся территорий выделить под парковую зону. Эскиз и проект парка был выполнен архитектором Владимиром Бабаевым, а в 2004 году принято решение о строительстве и в честь приближающегося юбилея — 60-летия Победы советского народа над нацистской Германией назвать его Парком Победы. При активном участии генерального директора ЗАЭС В. А. Тищенко в 2005 году парк был официально открыт.
Помимо строительных организаций, оформлением парка занимались сотни энергодарцев, в том числе школьники и студенты. Ими было высажено большое количество деревьев, кустарников и цветов.

## Развлечения
В любые времена года парк является излюбленным местом жителей города. Осенью 2005 года здесь были смонтированы первые элементы детских площадок, аллеи здоровья со спортивными снарядами, а в начале 2006 года построены различные спортивные площадки: теннисные, баскетбольные, для игры в городки и т. д. По хорошо оборудованным дорожкам парка катаются любители роликовых коньков и скейтборда. Особой популярностью пользуется оборудованная скважина с питьевой водой, сделанная еще в 1996 году. В самом конце парка установлены спортивные тренажёры.

## Военная техника
В дальней части парка расположена площадка военной техники. На ней представлено следующее вооружение:
- две 85-мм дивизионных пушки Д-44;
- боевая разведывательно-дозорная машина БРДМ-2 (установлена 25 апреля 2012 года[1]);
- основной боевой танк Т-64 (установлен 26 июля 2012 года);
- два 37-миллиметровых зенитных орудия, на основе шведского Bofors L60;
- зенитная самоходная установка ЗСУ-23-4 «Шилка»
- два самолёта:
  - истребитель-перехватчик МиГ-25 ПДС;
  - истребитель-бомбардировщик Су-17М4;

Оба самолёта были установлены 23 июня 2012 года в честь 75-й годовщины первого беспосадочного перелёта через Северный полюс на самолёте АНТ-25 под командованием В. П. Чкалова. По просьбе администрации и ветеранов МиГу дали название «Маэстро».
Зенитные орудия и самоходная установка были установлены 6 марта 2013 года. С их установкой комплектация площадки военной техники завершилась.

## Галерея

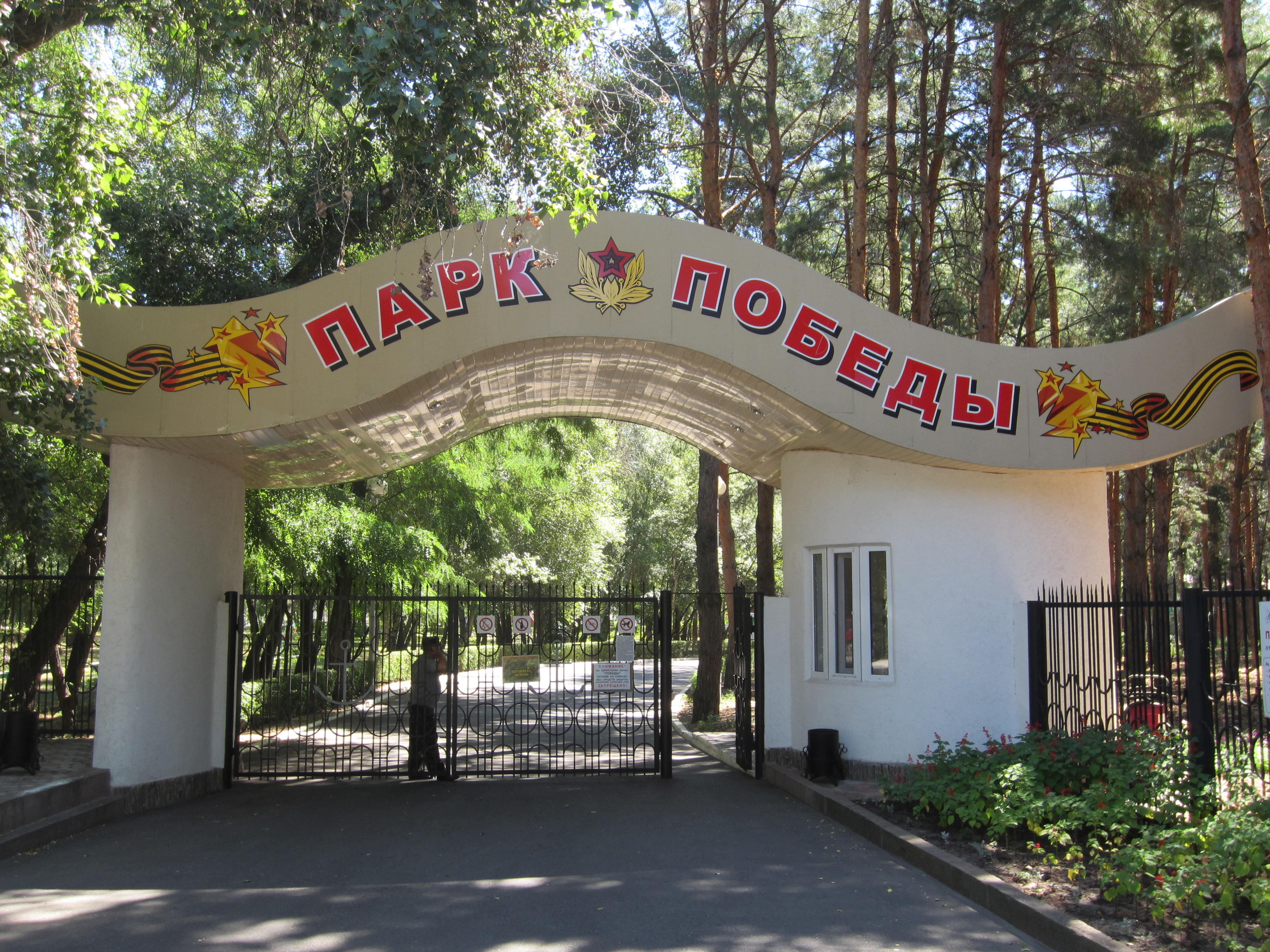
Главный вход в парк
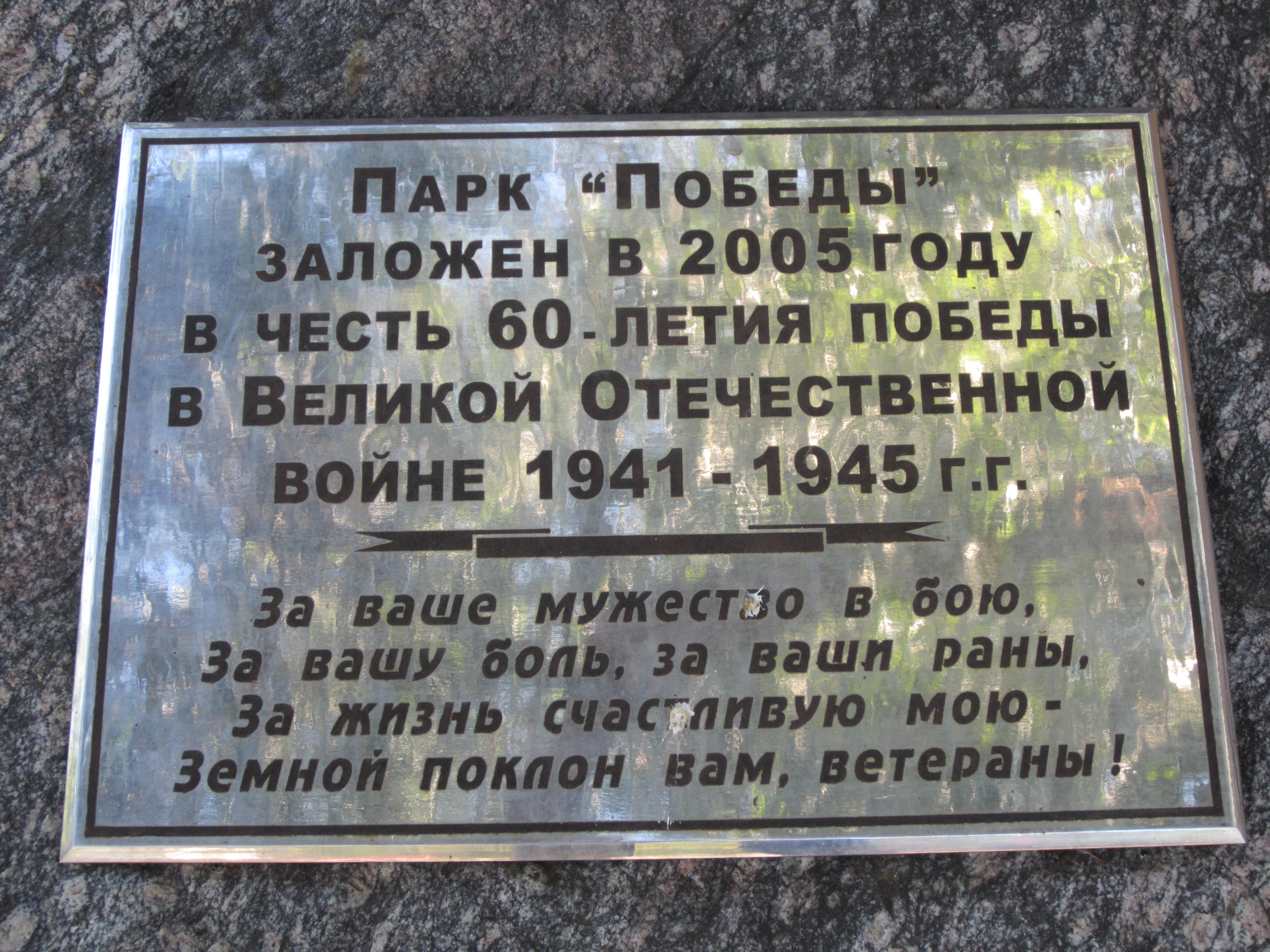
Табличка на камне перед входом
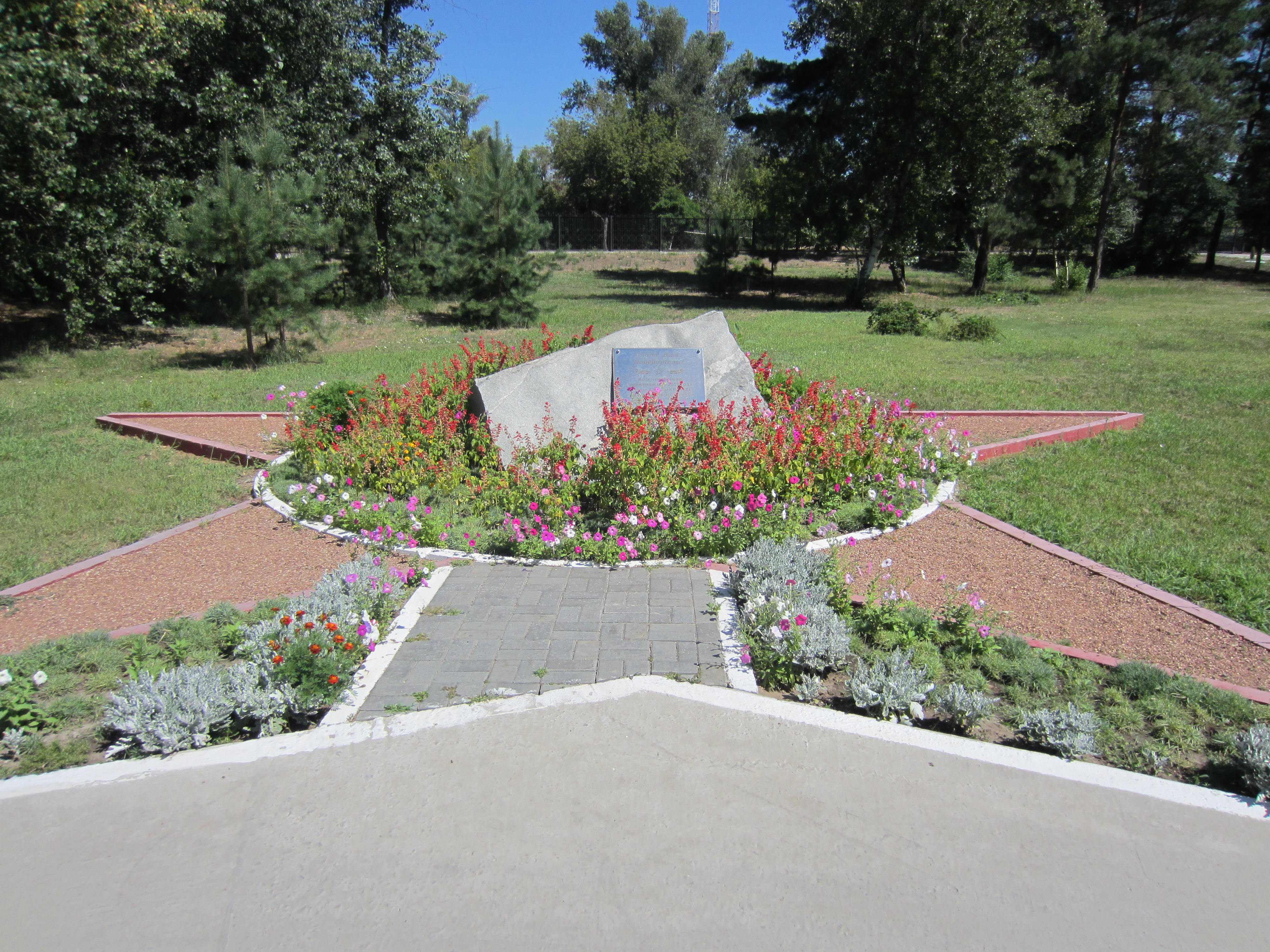
Мемориальный знак на Аллее ветеранов
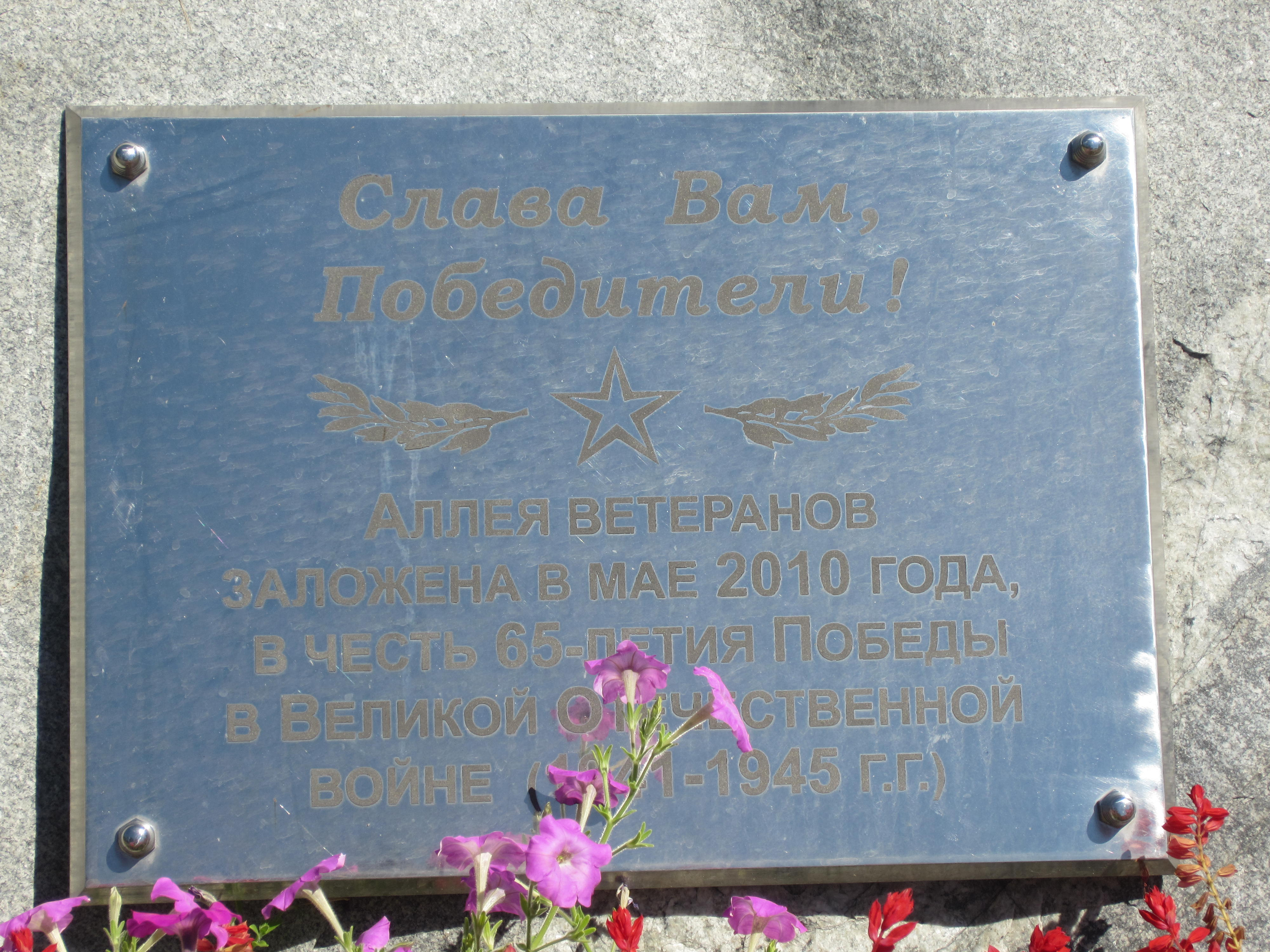
Табличка на нём
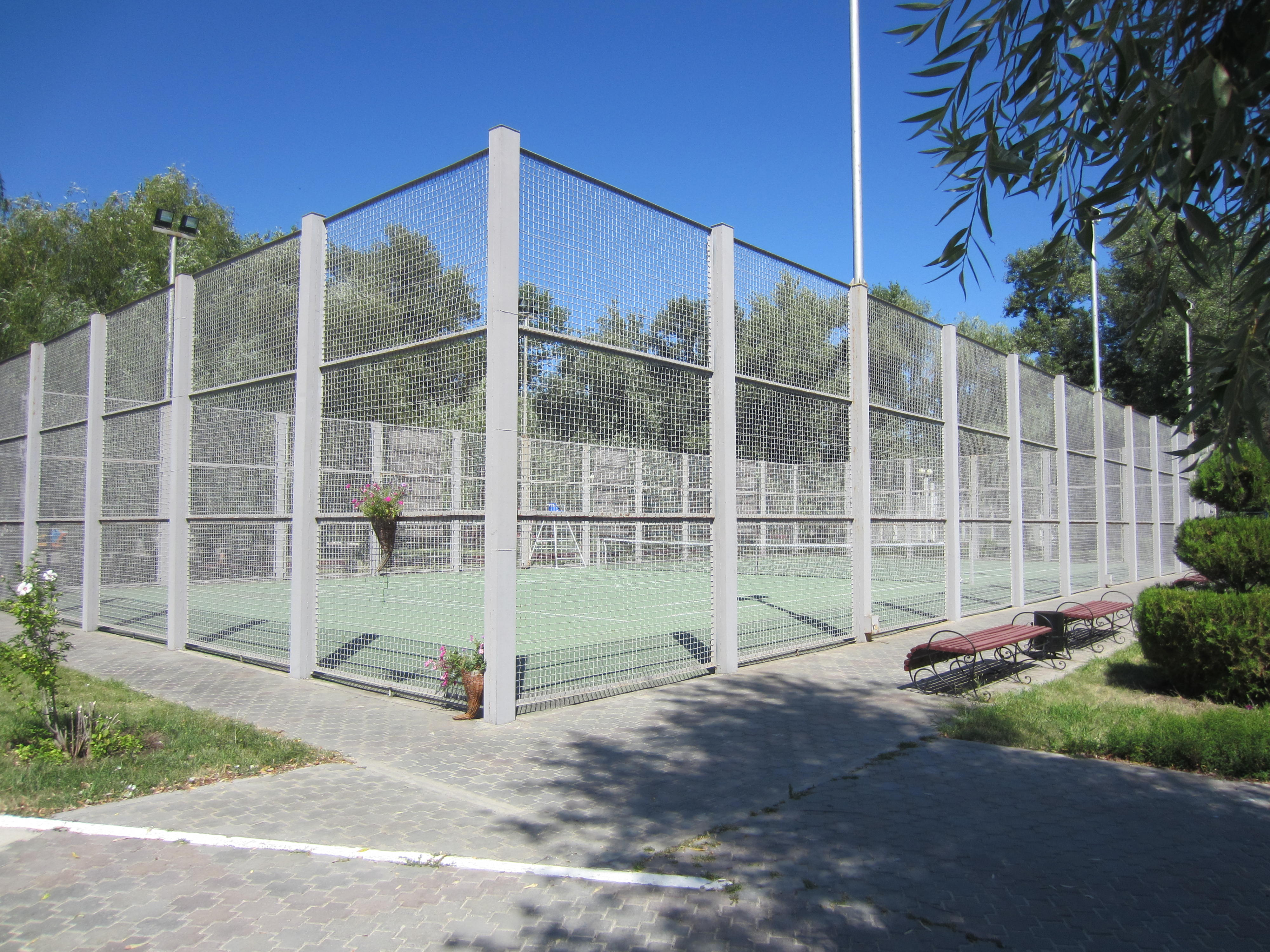
Теннисный корт
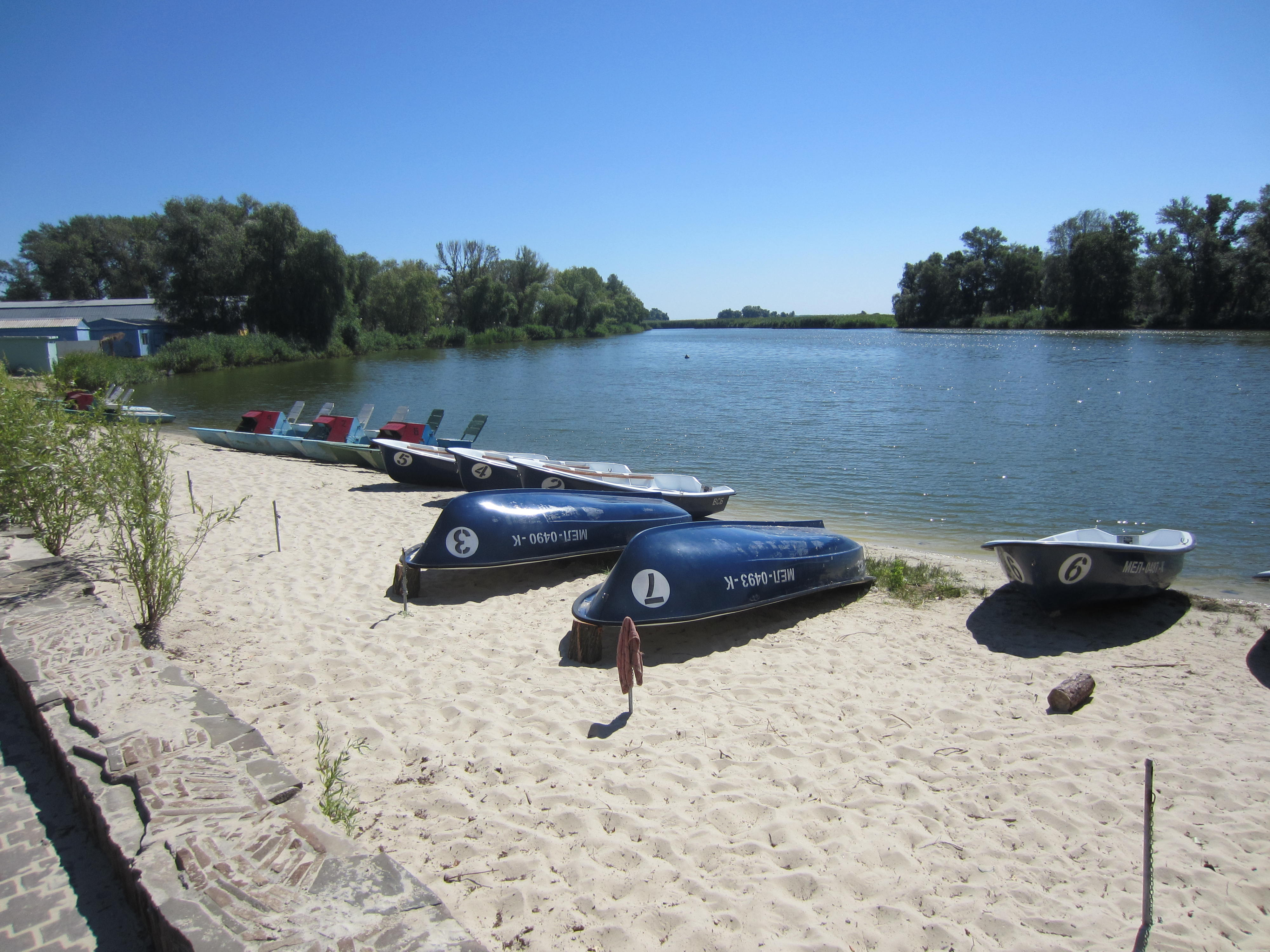
Прокат лодок и катамаранов
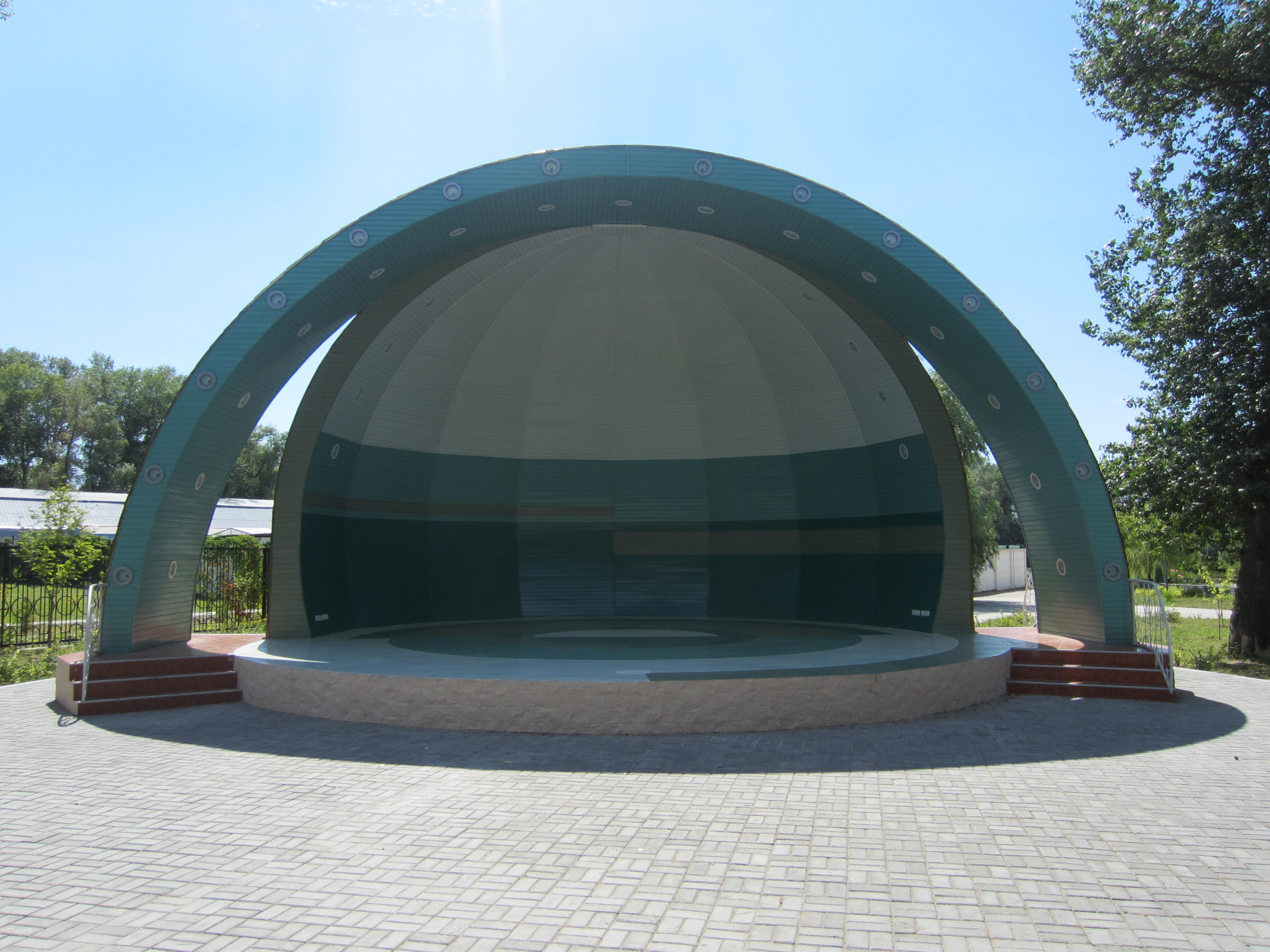
Летняя сцена
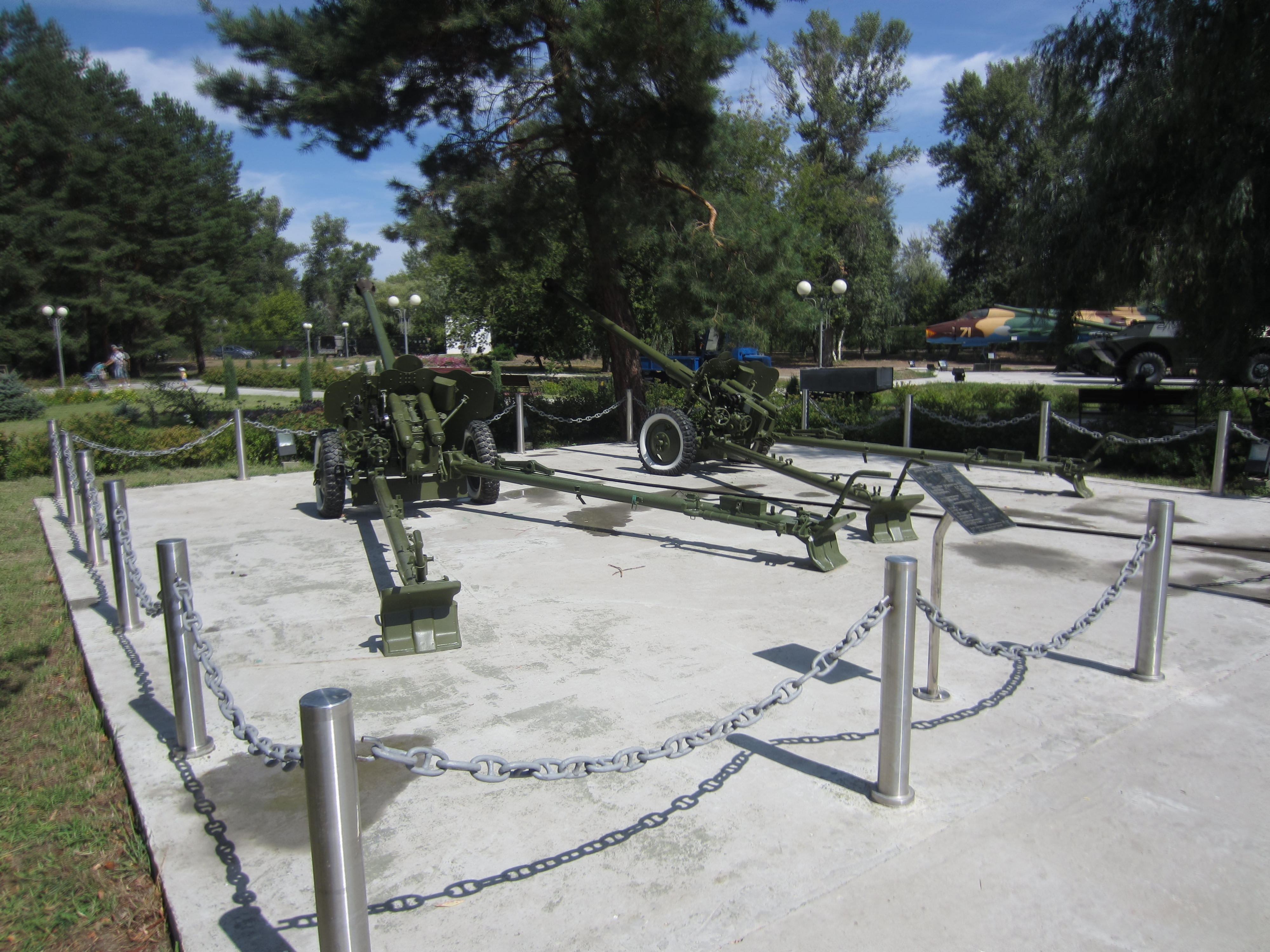
Пушки Д-44
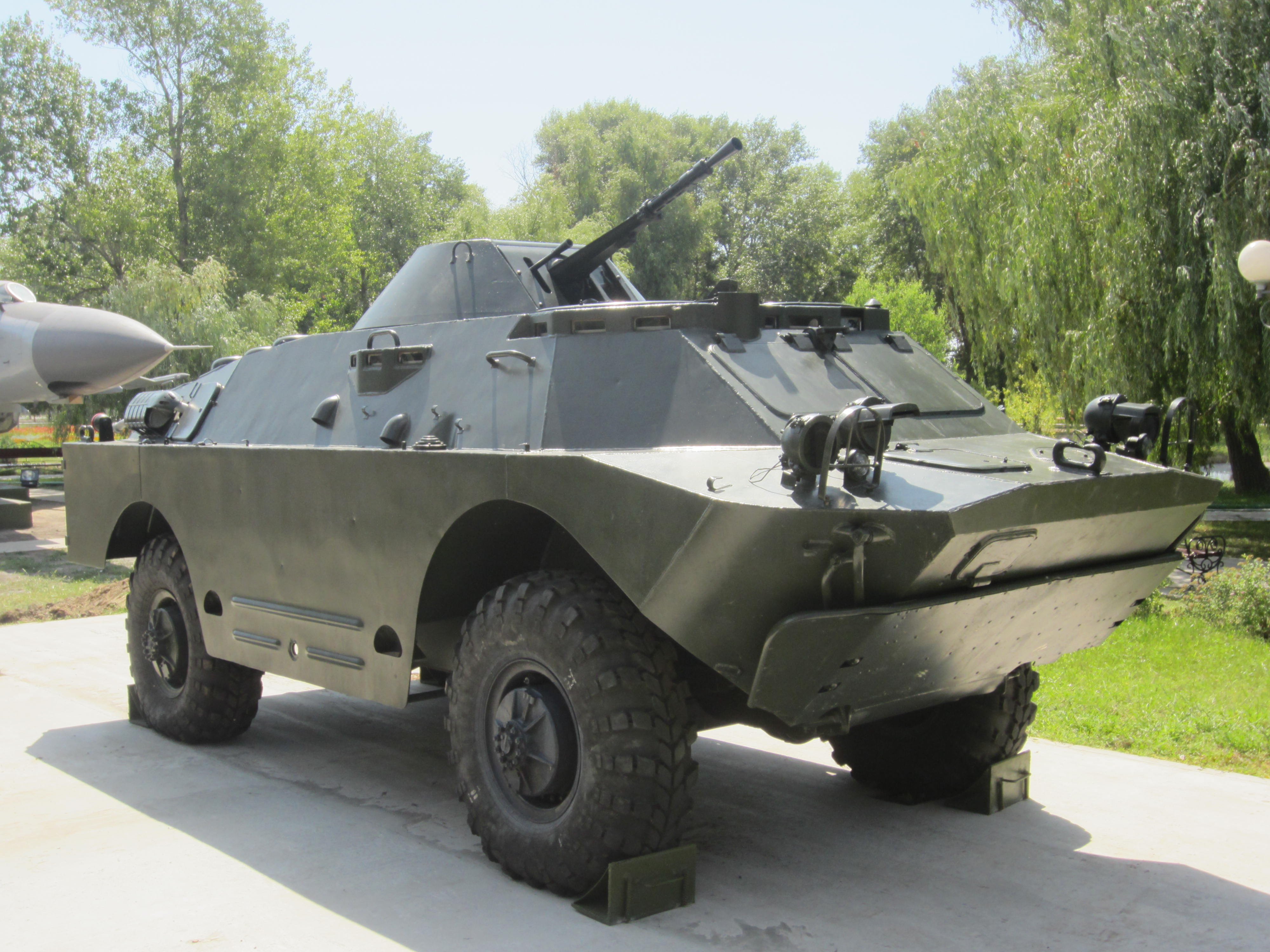
БРДМ-2
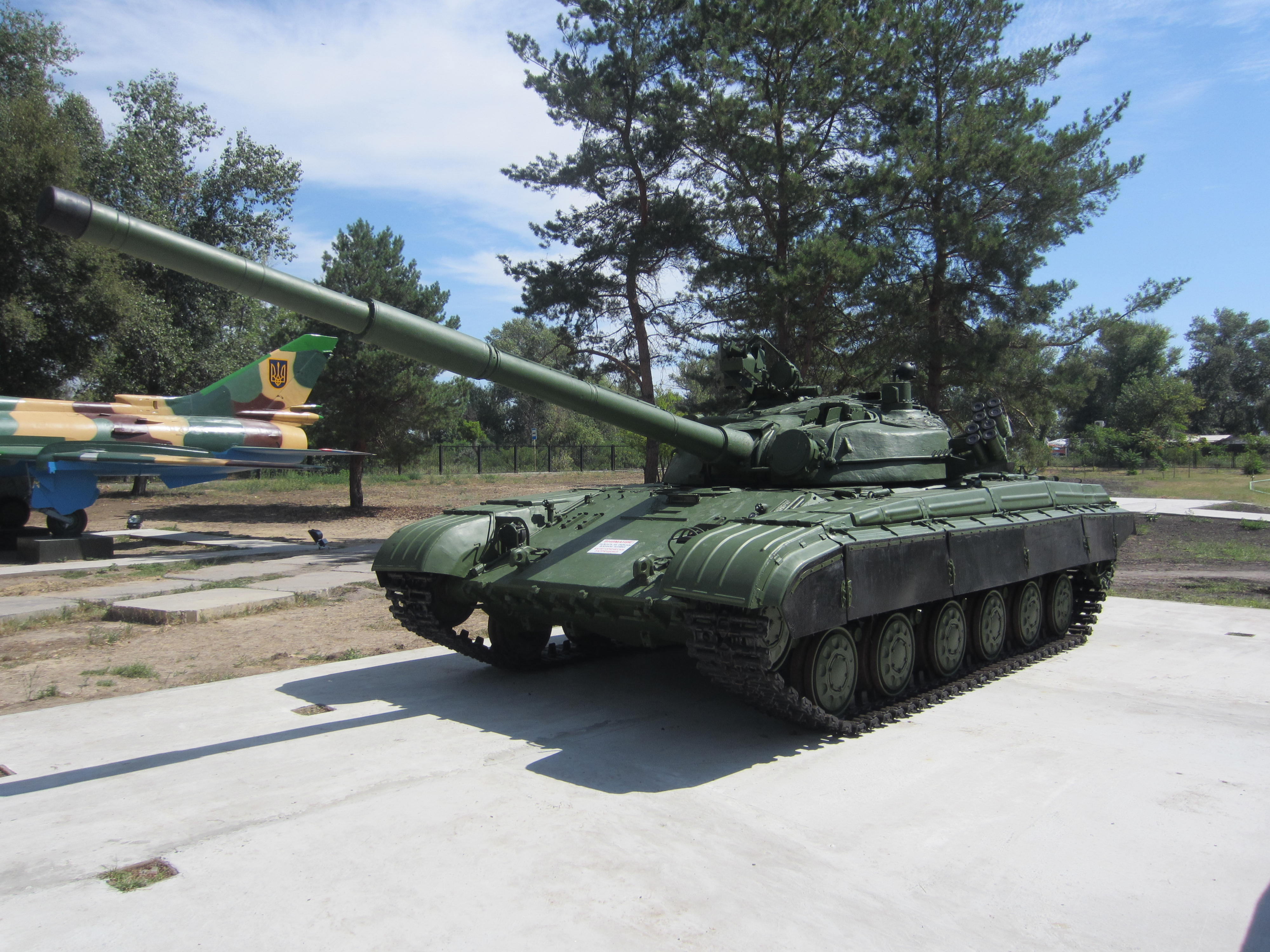
Т-64
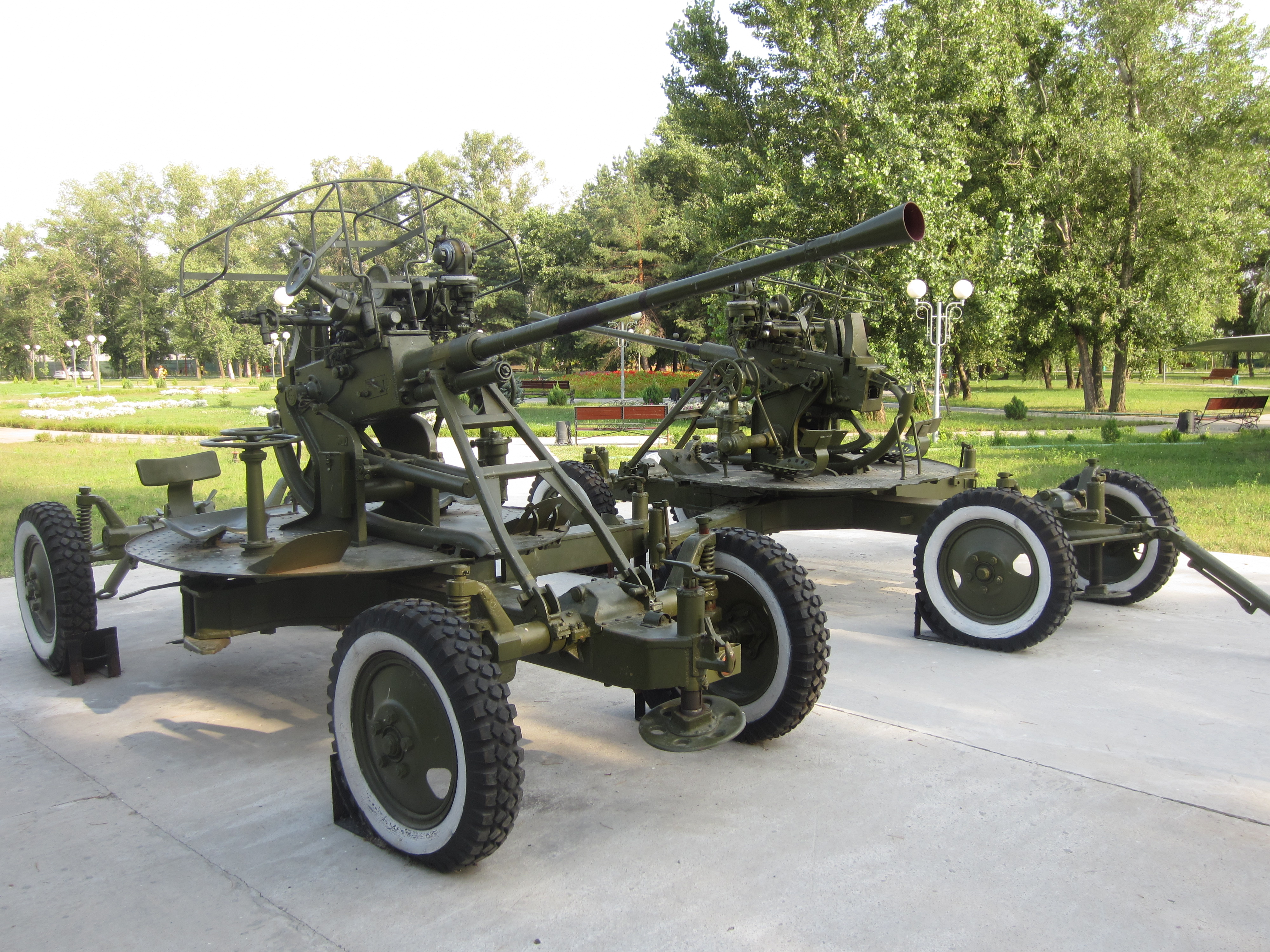
Зенитные орудия
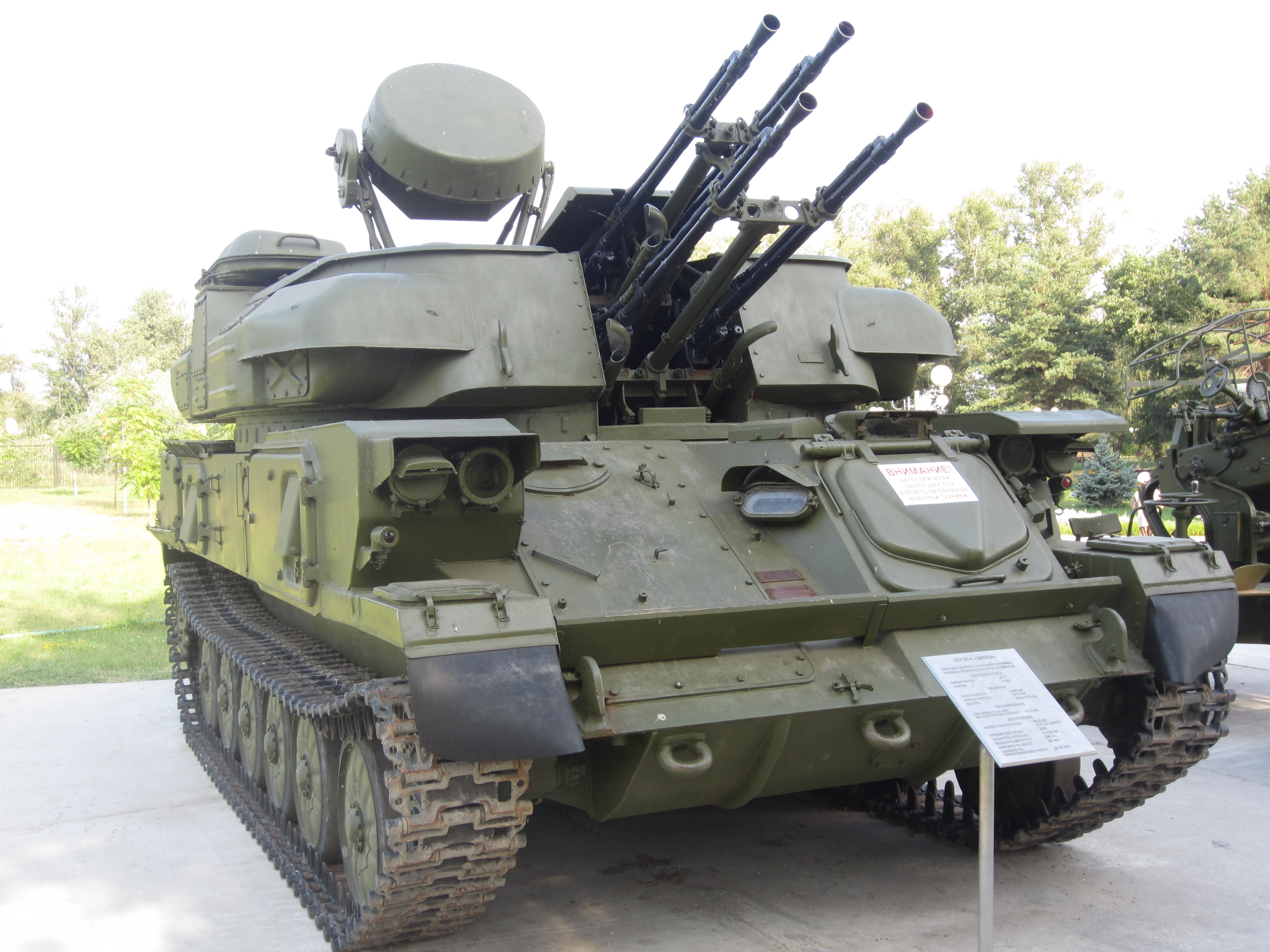
ЗСУ-23-4 «Шилка»
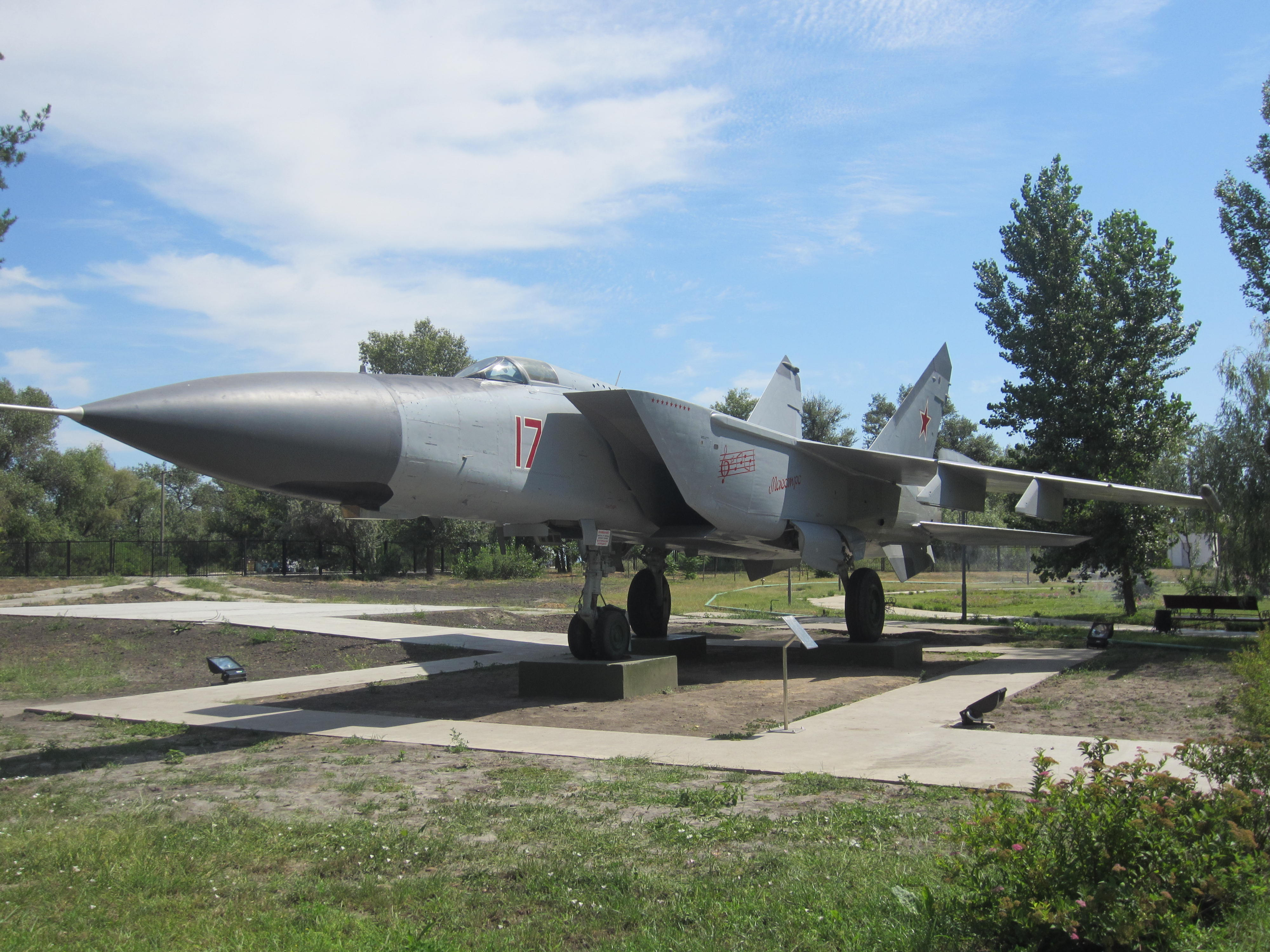
МиГ-25
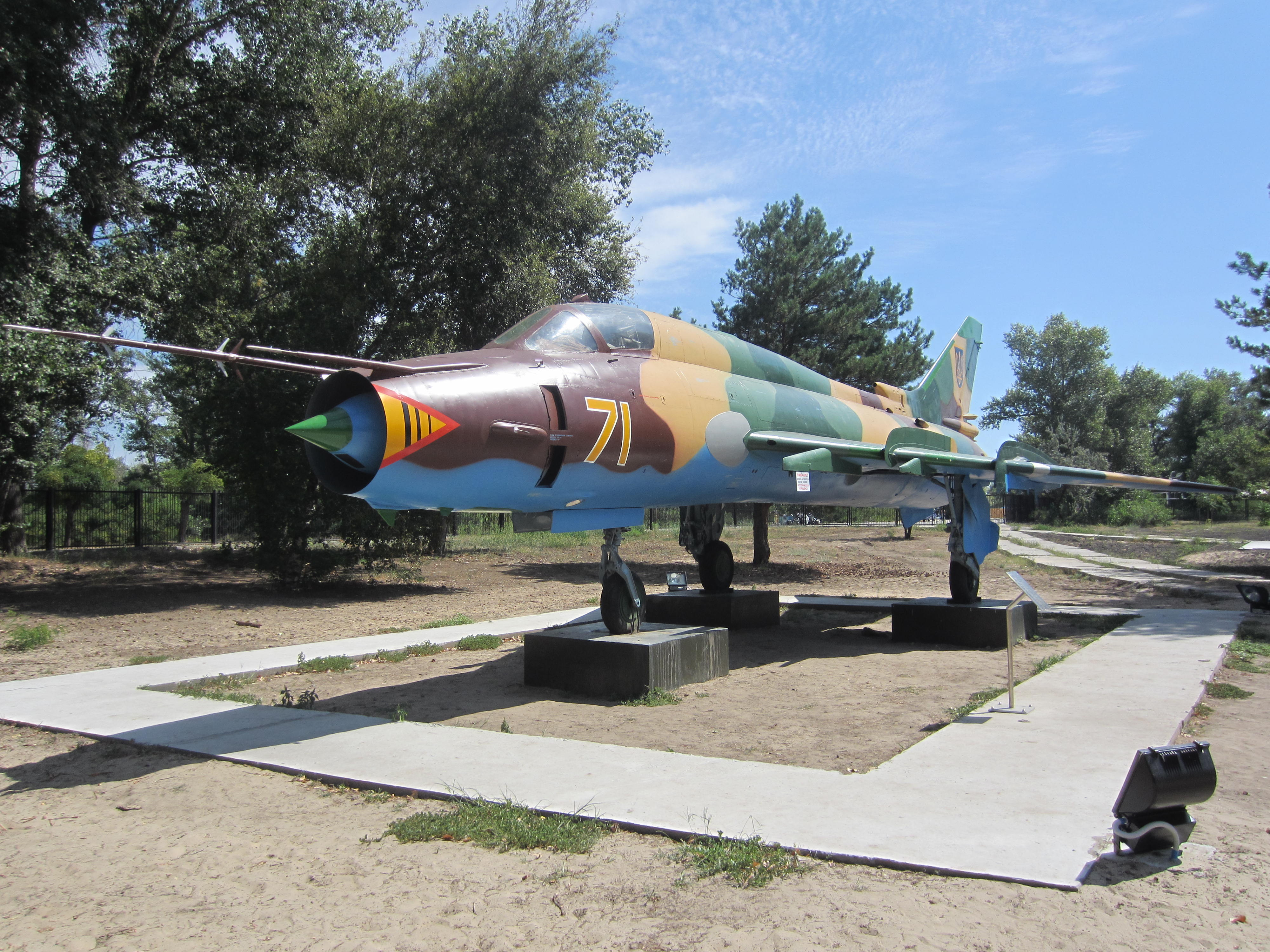
Су-17
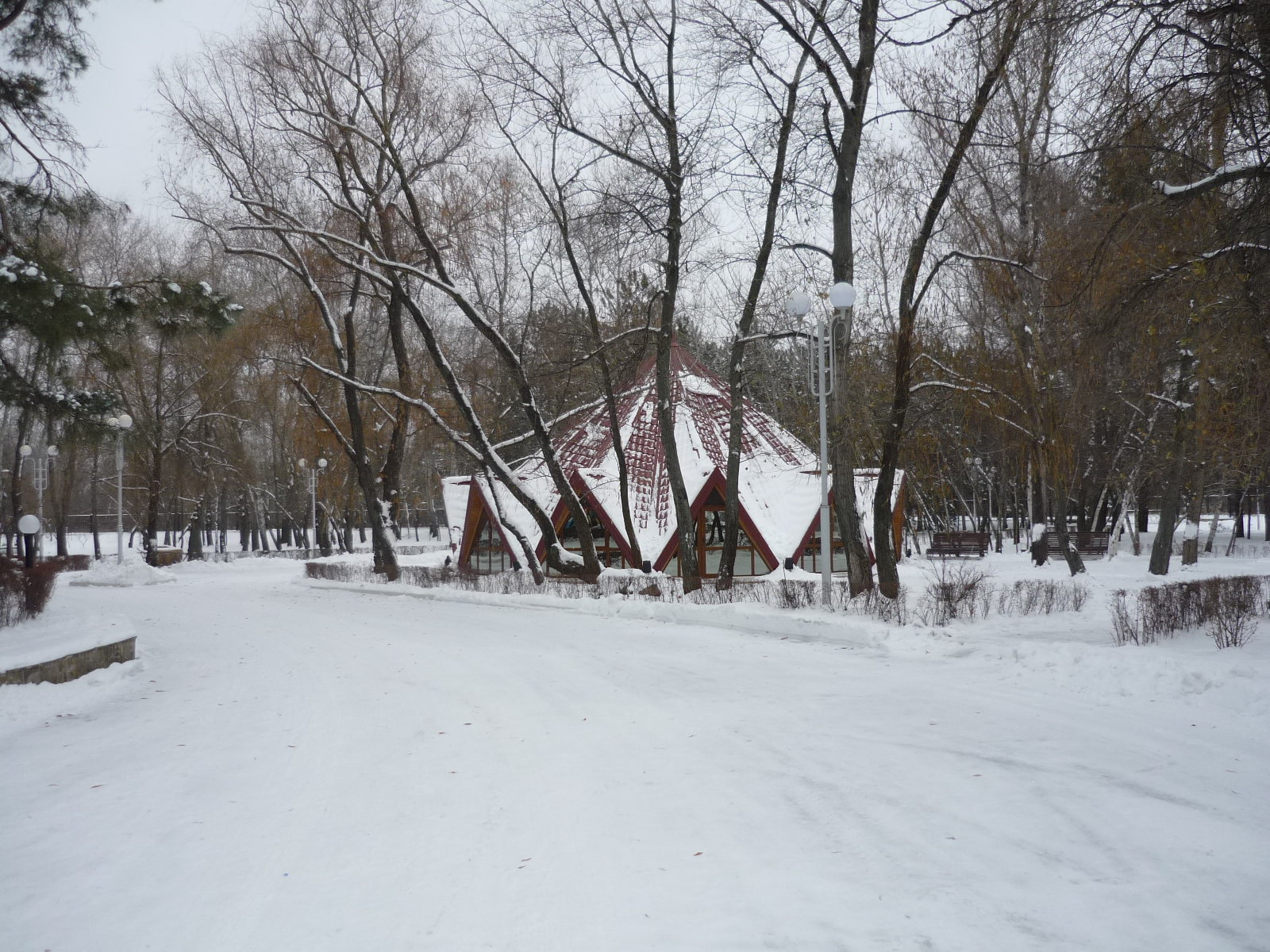
Зимний парк